# 知恵熱
知恵熱（ちえねつ）とは、本来は乳幼児期に突発的に起こることのある発熱を指す。代表的なものとしてヒトヘルペスウイルス6型および7型による突発性発疹に伴う発熱が挙げられる。なお、日本語の「知恵熱」については本来の意味とは異なる「深く考えたり頭を使ったりした後の発熱」という用法がみられるようになっている（後述）。

## 幼児の発熱
医学が発展していなかった時代に原因不明の乳幼児の急な発熱が「知恵熱」と呼ばれたが、その原因の多くは実際には突発性発疹であると考えられている。また、乳歯萌出開始期（7か月～9か月頃）にあたる生歯期の発熱であることから「生歯症」と呼ばれたこともあるが、歯の萌出と発熱等の全身症状との間には直接関連はない。
英語圏では「歯が生え始める時期の熱」という意味で"teething fever"と呼ばれることがあるが、この語は乳幼児期の言語の獲得の文脈でも用いられる。

## 誤用や俗用
「知恵熱」という文字面から「頭の使い過ぎによる発熱」という意味で誤用されることが多々ある。例）篠原ともえのシングル「クルクルミラクル」の歌詞。
文化庁の「平成28年度「国語に関する世論調査」の結果の概要」によると、「知恵熱」について「乳幼児期に突然起こることのある発熱」を意味すると回答した人が45.6%、「深く考えたり頭を使ったりした後の発熱」を意味すると回答した人が40.2%、両方と回答した人が6.9%、これらとは全く別の意味と回答した人が4.5%、わからないと回答した人が2.7%だった。
なお、成人にみられる極度のストレスにより体温が上がる症状は俗に「大人の知恵熱」と呼ばれることがあるが、その原因としてストレス性高体温症が挙げられている。